# Grenant-lès-Sombernon
Grenant-lès-Sombernon és un municipi francès, situat al departament de la Costa d'Or i a la regió de Borgonya - Franc Comtat. L'any 2007 tenia 180 habitants.

## Demografia

### Població
El 2007 la població de fet de Grenant-lès-Sombernon era de 180 persones. Hi havia 67 famílies, de les quals 16 eren unipersonals (8 homes vivint sols i 8 dones vivint soles), 21 parelles sense fills i 30 parelles amb fills.
La població ha evolucionat segons el següent gràfic:
Habitants censats

### Habitatges
El 2007 hi havia 90 habitatges, 69 eren l'habitatge principal de la família, 17 eren segones residències i 4 estaven desocupats. 88 eren cases i 1 era un apartament. Dels 69 habitatges principals, 48 estaven ocupats pels seus propietaris, 20 estaven llogats i ocupats pels llogaters i 1 estava cedit a títol gratuït; 5 tenien dues cambres, 7 en tenien tres, 18 en tenien quatre i 38 en tenien cinc o més. 63 habitatges disposaven pel capbaix d'una plaça de pàrquing. A 24 habitatges hi havia un automòbil i a 40 n'hi havia dos o més.

### Piràmide de població
La piràmide de població per edats i sexe el 2009 era:
| Homes | Edats   | Dones |
| ----- | ------- | ----- |
| 0     | 95 o +  | 0     |
| 0     | 90 a 94 | 0     |
| 0     | 85 a 89 | 0     |
| 4     | 80 a 84 | 4     |
| 0     | 75 a 79 | 12    |
| 0     | 70 a 74 | 0     |
| 0     | 65 a 69 | 0     |
| 0     | 60 a 64 | 0     |
| 8     | 55 a 59 | 0     |
| 4     | 50 a 54 | 12    |
| 8     | 45 a 49 | 4     |
| 8     | 40 a 44 | 4     |
| 8     | 35 a 39 | 8     |
| 0     | 30 a 34 | 4     |
| 4     | 25 a 29 | 4     |
| 16    | 20 a 24 | 8     |
| 4     | 15 a 19 | 4     |
| 8     | 10 a 14 | 4     |
| 8     | 5 a 9   | 8     |
| 0     | 0 a 4   | 4     |

## Economia
El 2007 la població en edat de treballar era de 119 persones, 103 eren actives i 16 eren inactives. De les 103 persones actives 88 estaven ocupades (45 homes i 43 dones) i 13 estaven aturades (5 homes i 8 dones). De les 16 persones inactives 7 estaven jubilades, 7 estaven estudiant i 2 estaven classificades com a «altres inactius».

### Ingressos
El 2009 a Grenant-lès-Sombernon hi havia 69 unitats fiscals que integraven 184 persones, la mediana anual d'ingressos fiscals per persona era de 17.203 €.

### Activitats econòmiques
Dels 6 establiments que hi havia el 2007, 1 era d'una empresa extractiva, 2 d'empreses de construcció, 1 d'una empresa de comerç i reparació d'automòbils i 2 d'empreses de serveis.
Dels 2 establiments de servei als particulars que hi havia el 2009, 1 era un electricista i 1 empresa de construcció.
L'any 2000 a Grenant-lès-Sombernon hi havia 4 explotacions agrícoles que ocupaven un total de 752 hectàrees.

## Poblacions més properes
El següent diagrama mostra les poblacions més properes.